# Menterwolde
Menterwolde és un antic municipi de la província de Groningen, al nord dels Països Baixos. L'1 de gener del 2009 tenia 12.523 habitants repartits sobre una superfície de 81,62 km² (dels quals 1,28 km² corresponen a aigua). L'1 de gener de 2018 va ser integrat en el municipi nou de Midden-Groningen.

## Nuclis de població
- Borgercompagnie
- Meeden
- Muntendam
- Noordbroek
- Tripscompagnie
- Zuidbroek

### Burgmestres de Menterwolde
| període     | burgemestre        | partit     |
| ----------- | ------------------ | ---------- |
| 1997 - 2003 | Meia Lantinga      | PvdA       |
| 2004 - 2005 | Fijke Liemburg     | PvdA       |
| 2005 - 2007 | Meindert Schollema | PvdA       |
| 2007 - ?    | Eduard van Zuijlen | GroenLinks |
| 2015 - 2017 | Rein Munniksma     | PvdA       |